# Connection (OneRepublic)
Connection è un singolo del gruppo musicale statunitense OneRepublic, pubblicato il 26 giugno 2018.
Il brano è stato scritto da Ryan Tedder e Brent Kutzle.
Il singolo è stato presentato dal vivo durante un concerto speciale al Greek Theatre di Los Angeles a Griffith Park, i cui filmati sono stati impiegati per diversi nuovi spot della Jeep.

## Critica
Questo singolo richiama un suono elettropop/Pop Rock anche con una lirica dallo stile hip-hop. 
Ryan Tedder afferma: È fondamentale gettare luce sui problemi sociali. Sto facendo del mio meglio per affrontare i problemi a cui le persone stanno pensando, i problemi che sono reali. L'ossessione della gente di guardare i propri telefoni e vivere la propria vita attraverso le pagine di Instagram di altre persone e sentirsi depressi per questo... rispetto alla loro vita ... perché non hanno la stessa immagine o lo stesso denaro - questo è un problema del quale più persone dovrebbero scrivere.

## Tracce
1. Connection – 2:28 (Ryan Tedder)

## Video musicale
Girato all'Oculus del World Trade Center a New York, il videoclip del brano mostra scene in bianco e nero in cui Ryan Tedder cammina attraverso una struttura ignorata da decine di passanti che sono completamente ossessionati dai loro telefoni e quindi non cercano nemmeno di creare una connessione con lui, però c’è una ragazza che inizia a ballare cercando di distrarre le persone dai telefoni invano.
Queste scene sono alternate a scene a colori dove si vede il gruppo suonare il brano in mezzo a una folla ora interattiva presso l'Oculus.
Il videoclip è stato pubblicato il 28 agosto 2018 sul canale Vevo-YouTube del gruppo.

## Classifiche
| Classifica (2018)                | Posizione massima |
| -------------------------------- | ----------------- |
| Australia                        | 116               |
| Irlanda                          | 84                |
| Repubblica Ceca                  | 1                 |
| Stati Uniti                      | 121               |
| Stati Uniti (Adult Contemporary) | 28                |
| Stati Uniti (Adult Pop)          | 9                 |
| Stati Uniti (Commercials)        | 1                 |
| Stati Uniti (Digitale)           | 23                |
| Stati Uniti (Rock)               | 28                |
| Svizzera                         | 92                |
| Svezia                           | 81                |